# Keiren Westwood
Keiren Westwood (Manchester, Anglia, 1984. október 24. –) ír labdarúgó, aki jelenleg a Sheffield Wednesday együttesében játszik kapusként. Az ír válogatottal kijutott a 2012-es Európa-bajnokságra.

## Pályafutása

### Manchester City
Miután a Manchester United akadémiájáról elutasították, Westwood a Manchester Cityhez került. 2002-ben kapott profi szerződést, de David James és Nicky Weaver mellett egyszer sem jutott játéklehetőséghez az első csapatban. 2004-ben kölcsönvette az Oldham Athletic, de eltört a karja, így itt sem játszhatott. Ezután a City szerződést is bontott vele. Miután a Bradford Citynél és az Accrington Stanleynél is sikertelen próbajátékon vett részt, komolyan fontolóra vette, hogy felhagy a labdarúgással, és rendőrnek áll.

### Carlisle United
Weswood végül úgy döntött, folytatja pályafutását, és a Carlisle Unitedhez igazolt. Itt Matt Glennon mögött második számú kapus lett, leginkább csak kupamérkőzéseken védhetett. 2005 márciusában Glennon megsérült, így lehetősége nyílt, hogy a bajnokságban is bizonyítson, de felépülése után ismét Glennon került a Carlisle kapujába.
A 2005/06-os szezonban Glennon távozott a csapatból. A helyére leigazolták Anthony Williamset, de Westwood jobbnak bizonyult, így ő lett a klub első számú hálóőre. 35 bajnokin lépett pályára az idényben, a Carlisle pedig bajnokként jutott fel a League One-ba. A 2007/08-as évadban beválasztották a harmadosztály álomcsapatába, és a klubjánál is megkapta az év legjobbjának járó díjat.

### Coventry City
2008. június 18-án Westwood hároméves szerződést kötött a Coventry Cityvel. A vételárát a klubok nem hozták nyilvánosságra. Remekül sikerült az első szezonja, bekerült a Championship legjobb tizenegyébe. Egy évvel később az év legjobbjának járó díjat is megkapta csapatánál remek védései miatt.

### Sunderland
A Sunderland vezetői 2011. június 22-én bejelentették, hogy megegyeztek Westwooddal, aki aztán július 1-jén csatlakozott a klubhoz. Augusztus 23-án, egy Brighton & Hove Albion elleni Ligakupa-meccsen mutatkozott be. A Premier League-ben 2011. október 29-én debütált, amikor az Aston Villa ellen csereként váltotta a sérült Simon Mignolet-t. A mérkőzésen bemutatott egy fontos védést, amikor egy az egy elleni helyzetben kivédte a Sunderland-játékos, Darren Bent próbálkozását. A következő meccsen, a Manchester United ellen előbb Wayne Rooney labdáját ütötte ki, majd a kipattanóból próbálkozó Patrice Evra lövését is védte. Csapata ennek ellenére 1-0-ra kikapott. Westwood továbbra is jó formában védett, de a 2012. január 1-i, Manchester City ellen 1-0-ra megnyert találkozó után ismét Mignolet mögé szorult.

## Válogatott
Bár Westwood Angliában született, nagyszülei Írországból származnak, ezért szerepelhet az ír válogatottban. 2008. május 17-én kapott először behívott, amikor a válogatott Portugáliában edzőtáborozott. Három nappal később csereként pályára is lépett egy portugál klubcsapat elleni nem hivatalos mérkőzésen.
Hivatalos meccsen 2009. május 29-én, Nigéria ellen mutatkozott be. Később, szeptember 9-én, a Dél-Afrika elleni barátságos mérkőzésen is ő védett. 2011. március 26-án tétmeccsen is bizonyíthatott, a Macedónia ellen Eb-selejtezőn lépett pályára. A mérkőzés végén bemutatott egy fontos védést. Az írek kijutottak az Európa-bajnokságra. Westwood is bekerült a tornára utazó keretbe, de nem játszott, mindhárom csoportmeccsen Shay Given védett.

## Fordítás
- Ez a szócikk részben vagy egészben  a   Keiren Westwood című angol Wikipédia-szócikk fordításán alapul.  Az eredeti cikk szerkesztőit annak laptörténete sorolja fel. Ez a jelzés csupán a megfogalmazás eredetét és a szerzői jogokat jelzi, nem szolgál a cikkben szereplő információk forrásmegjelöléseként.

## Külső hivatkozások
- Keiren Westwood pályafutásának statisztikái a Soccerbase oldalon (angolul)